# Королева Лариса Николаевна
Королева Лариса Николаевна
Общая информация
Королева Лариса Николаевна — жительница Москвы, представитель современного поколения городских дачников, успешно совмещающая городскую и сельскую жизнь.
Место проживания
●	Постоянное место жительства: Москва, район Текстильщики
●	Сезонное место жительства: село Башино, Ясногорский район, Тульская область
Основные занятия и увлечения
Садоводство и огородничество являются главным направлением деятельности. Королева Л.Н. специализируется на:
●	Выращивании овощных культур
●	Создании цветочных клумб
●	Уходе за садовым участком
Особенности деятельности
Хозяйственная деятельность характеризуется следующими чертами:
●	Систематический подход к ведению огорода
●	Применение традиционных методов садоводства
●	Создание эстетически оформленных садовых пространств
●	Комплексный подход к ведению домашнего хозяйства
Значение деятельности
Практическая значимость работы Королевой Л.Н. заключается в:
●	Поддержании традиционных форм ведения хозяйства
●	Сохранении агрокультурных навыков
●	Демонстрации успешного сочетания городского и сельского образа жизни
Социальный аспект
Образ жизни Королевой Л.Н. представляет собой современный пример гармоничного сочетания городской и сельской культуры, что особенно актуально в контексте растущего интереса к экологическому образу жизни и садоводству.